# Dalmatrium maculipes
Dalmatrium maculipes är en insektsart som först beskrevs av Melichar 1906.  Dalmatrium maculipes ingår i släktet Dalmatrium och familjen sköldstritar. Inga underarter finns listade i Catalogue of Life.